# پاتیامولا
پاتیامولا (به لاتین: Pattiyamulla) یک منطقهٔ مسکونی در سری‌لانکا است که در استان مرکزی (سری‌لانکا) واقع شده‌است.